# ساتچودوهی
ساتچودوهی (به ژاپنی: 薩長土肥)، به چهار قلمروی پر قدرت (یوهان) در اواخر دوره ادو یا باکوماتسو گفته می‌شود. این چهار قلمرو عبارتند از قلمرو ساتسوما، قلمرو چوشو، قلمرو توسا و قلمرو هیزن.